# Dun-sur-Auron
Dun-sur-Auron – miejscowość i gmina we Francji, w Regionie Centralnym, w departamencie Cher.
Według danych na rok 1990 gminę zamieszkiwało 4261 osób, a gęstość zaludnienia wynosiła 85 osób/km² (wśród 1842 gmin Regionu Centralnego Dun-sur-Auron plasuje się na 77. miejscu pod względem liczby ludności, natomiast pod względem powierzchni na miejscu 80.).